# Automotive X Prize
Progressive Insurance Automotive X PRIZE (PIAXP eller AXP) var en serie tävlingar arrangerade av X Prize Foundation.
Syftet med tävlingarna var att "inspirera till en ny generation av supereffektiva fordon som bidrar till att bryta Amerikas oljeberoende och bromsa effekterna av klimatförändringen." Progressive Insurance var den huvudsakliga sponsorn till priset, där huvudpriset är Competition Division, där $10 miljoner dollar delades mellan vinnarna av tre tävlingar.
Huvudsyftet med varje tävling är att formge, bygga och tävla med supereffektiva fordon som uppnår effektiviteten 100 MPGe (2,35 liter/100 kilometer), producerar mindre än 200 gram koldioxidekvivalent-utsläpp per mile (124 g/km), och kan tillverkas för den stora marknaden. Inom Competition Division finns det två fordonsklasser: Mainstream och Alternative. Klassen "Mainstream" har ett pris på $5 miljoner. Den alternativa klassen har två separata priser på $2,5 miljoner, en för fordon där två passagerare sitter bredvid varandra, och en där två passagerare sitter tandem.
PIAXP har ett utbildningsprogram, som finansieras av ett bidrag på $3,5 miljoner från USA:s energidepartement, för att engagera studenter och allmänheten till att lära sig om avancerad fordonsteknologi, energieffektivitet, klimatförändring, alternativa bränslen, och vetenskapen, teknologin, ingenjörskonsten och matematiken bakom utvecklandet av effektiva fordon.
Vinnarna i varje tävling annonserades den 16 september 2010.
- Team Edison2 vann Mainstream-klassen med sitt fyra-passagerarfordon Very Light Car, fick $5 miljoner, och uppnådde 102,5 MPGe på E85-bränsle.
- Team Li-Ion Motors vann den alternativa klassen och fick $2,5 miljoner, med sin aerodynamiska Wave-II, ett elektriskt drivet fordon som uppnådde 187 MPGe.
- Team X-Tracer Switzerland vann den alternativa tandem-klassen och fick $2,5 miljoner, för sin elektriska motorcykel som uppnådde 205.3 MPGe.